# Diputat europeu
També conegut com a eurodiputat o europarlamentari, és la persona que ha estat escollida a les eleccions europees per a representar la ciutadania de cada país al Parlament Europeu.

## Les eleccions

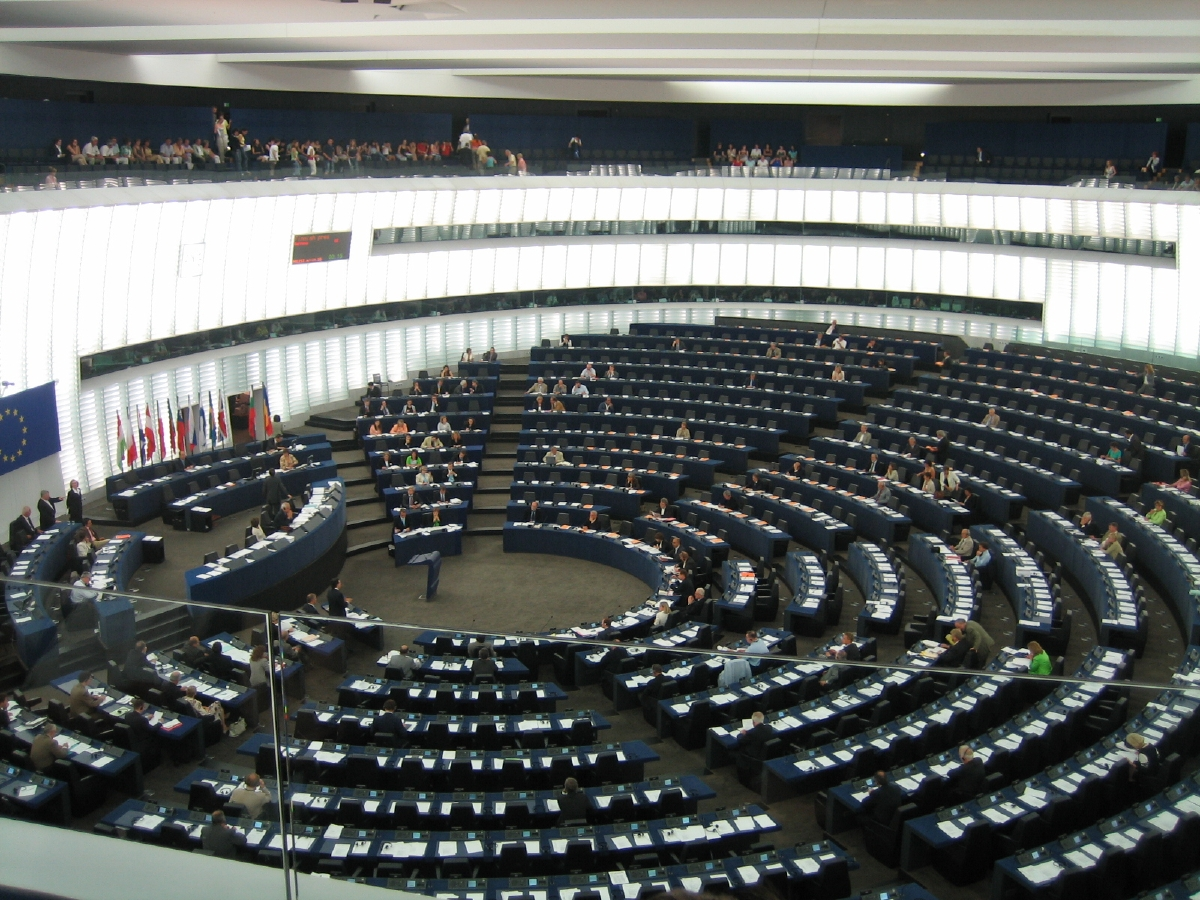
Hemicicle del Parlament Europeu a Estrasburg

Les eleccions es fan cada 5 anys per sufragi universal directe, vot secret, igualtat entre homes i dones, i el sistema electoral és el proporcional; tots els estats membres apliquen aquestes mateixes normes, encara que cada un es regeixi per les seves pròpies lleis i costums electorals.
El dia de les votacions varia lleugerament d'un país a l'altre: solen començar un dijous (dia habitual de fer les eleccions a Holanda) i acostumen a acabar-se en un diumenge (dia habitual en la majoria de països).
Les circumscripcions cada estat membre té la facultat d'establir-les, tot i que la gran majoria d'estats han optat per la circumscripció única en l'àmbit nacional respectiu. Actualment només 3 estats tenen establertes circumscripcions d'àmbit regional intern, o d'àmbit interregional: és el cas d'Itàlia, Irlanda i Polònia. El Regne Unit, fins a abandonar la Unió, també tenia circumscripcions regionals. I França, tot i que al principi utilitzava la circumscripció única, des de les eleccions del 2004 va crear 8 circumscripcions interregionals; però en les eleccions del 2019 va retornar a la circumscripció única.
A més, només en certs estats s'exigeix obtenir en els resultats electorals un llindar mínim de percentatge per a obtenir un escó. En 9 estats, entre els quals França, s'exigeix obtenir com a mínim un 5%. En 3 estats més s'exigeix un mínim del 4%, en un altre el 3% i encara en un altre el 1,8%. En canvi, en els 14 estats restants, entre els quals Espanya, no hi ha cap llindar mínim establert.

## El nombre de diputats al Parlament Europeu
Per a la primera sessió del Parlament, els diputats van ser designats pels Estats Membre (delegació). La primera elecció directa fou el 1979: foren escollits 410 diputats en nou estats membres. En el moment de l'ampliació de la Unió Europea de l'1 de maig de 2004 amb 25 estats membres, el nombre d'eurodiputats ha estat elevat temporalment a 788. Des de les eleccions de 2004, aquest nombre ha estat elevat a 732 diputats i el 2007 hi havia 27 estats membres.
En l'actualitat, abans de materialitzar-se el Brèxit (la sortida del Regne Unit de la Unió Europea), eren 751 diputats. I després del Brexit, l'1 de febrer del 2020, van passar a ser-ne 705: dels escons britànics que van quedar buits, 27 van repartir-se entre els estats membres que es considerava que estaven infrarepresentats i els altres 46 llocs queden temporalment sense ocupar i en reserva per al cas d'una eventual adhesió de nous estats a la Unió en un futur.

## La funció dels diputats europeus
Els diputats, al Parlament Europeu, tenen menys poder de decisió que els diputats nacionals als seus respectius parlaments nacionals. Això és degut a l'especifitat de la construcció europea. Tot i així, a mesura que s'han anat reformant els Tractats de la Unió, el Parlament (i per tant els seus diputats) han anat guanyant competències.
Entre les funcions principals del Parlament Europeu hi ha, posteriorment al Tractat de Lisboa:
- Votar la designació del President de la Comissió Europea, proposat pel Consell Europeu.
- Votar tot seguit el conjunt dels comissaris europeus, proposats per l'esmentat President de la Comissió.
- Votar anualment l'acceptació del Pressupost europeu, proposat pel Consell.
- Adoptar, conjuntament i consensuadament amb el Consell Europeu, una part important de la legislació comunitària (pel "procediment legislatiu ordinari" que abans era conegut com a "procés de codecisió").
- Donar el vist-i-plau (l'aprovació) sobre algunes matèries concretes com són els acords d'associació a la UE i els acords d'adhesió de nous estats.
- Ser consultat sobre algunes altres matèries concretes, com les exempcions del mercat interior i del dret de la competència.
- Controlar les diverses institucions comunitàries. Entre altres facultats, el Parlament pot denunciar al Consell o a la Comissió davant del Tribunal Europeu de Justícia. I en altres casos, ha de ser consultat per les altres institucions, encara que sigui a nivell estrictament consultatiu.
- Canalitzar, si ho creu convenient, les demandes i queixes de qualsevol ciutadà o entitat europeus, sigui creant comissions pròpies d'investigació, proposant canvis de legislació, o acudint als tribunals de la Unió.

## Els diputats europeus dels Països Catalans
El territori dels Països Catalans es troba sota jurisdicció de 3 estats diferents: Andorra, Espanya i França.

### Andorra
Andorra és un estat independent però que no forma part de la Unió Europea. Per tant, no és present a les institucions comunitàries ni, és clar, al Parlament Europeu. No hi ha diputats europeus andorrans.
Ara bé, en el món polític andorrà és viu el debat sobre les relacions que el Principat ha de tenir en el futur la Unió Europea; i, tot i que la possibilitat d'una adhesió sembla molt remota (més aviat s'està negociant un Tractat d'associació, que no és pas d'integració), l'especulació sobre com hauria de ser aquesta en el cas teòric de realitzar-se ha dut a fer comparacions amb els petits estats europeus que sí que són membres de ple dret de la Unió. És el cas de Xipre (875.899 habitants el 2019), Luxemburg (613.894 hab., 2019) i Malta (prop de 475.700 hab., 2018), als quals els corresponen 6 diputats europeus a cada un, que és el mínim assegurat als estats petits. Andorra, amb els seus 76.177 hab. (2018) queda molt lluny, cosa que podria dur a una solució particular. També a títol comparatiu s'esmenta sovint el cas d'un altre microestat europeu, el de Liechtenstein (37.922 hab. el 2017), que ha optat per no integrar-se a la UE però sí a l'Associació Europea del Lliure Comerç i a l'Espai Econòmic Europeu. En qualsevol cas, si bé és un tema d'especulació política recurrent, és lluny de la realitat actual on Andorra es manté a prop de la UE (negociant-hi un tractat de simple associació), però se'n manté fora.

### Estat francès (Catalunya Nord)
Mentres França feia les eleccions europees a través de 8 circunscripcions interregionals, els nord catalans quedaven integrats a la circunscripció Sud-Ouest que comprenia les regions franceses d'Aquitaine, Languedoc-Roussillon i Midi-Pyrénées, a la qual li corresponia l'elecció de 10 diputats europeus d'entre el total d'eurodiputats francesos.
A les eleccions europees del 2019, França va retornar a la circunscripció única. Els resultats van fer que els eurodiputats francesos elegits en llistes estatals quedéssin més concentrats al centre i que, en canvi, les regions perifèriques perdéssin representació. Com ja ha estat habitual en totes les eleccions europees a França, no va sortir cap diputat nordcatalà; i, de fet, la gran regió administrativa ara anomenada Occitanie, on actualment està integrada Catalunya Nord, es va quedar amb només 5 eurodiputats, cap de català. Convé recordar que a l'estat francès en el seu conjunt li pertoquen actualment 79 escons de diputat europeu (abans del gener del 2020, quan encara hi havia el Regne Unit a la UE, a França n'hi pertocaven 74).

### Estat espanyol
L'estat espanyol utilitza des de l'inici la circunscripció única d'àmbit estatal, de manera que els partits polítics d'àmbit català-valencià-balear es veuen abocats a integrar-se en coalicions amb partits d'altres nacions ibèriques. Només en les eleccions europees del 1999 es va presentar una coalició estrictament d'àmbit dels Països Catalans, formada per Convergència i Unió, Bloc Nacionalista Valencià i Partit Socialista de Mallorca, encapçalada per Pere Esteve i Abad.
D'altra banda, el sistema d'escrutini és el proporcional però, com és costum electoral a l'estat espanyol, es troba lleugerament corregit per la regla D'Hont. I en les llistes electorals, s'hi ha de respectar un mínim del 40% de quoata de gènere per afavorir la igualtat home-dona.
Al conjunt de l'estat espanyol li corresponien 54 diputats al Parlament Europeu, però arran del Brexit, aquesta xifra passa a ser de 59. D'aquests, després de les eleccions del 2019, 16 són diputats procedents dels diferents Països Catalans sota jurisdicció espanyola: 10 del Principat, 3 del País Valencià i 3 de les Illes Balears. Del 2004 al 2007, un diputat català (Josep Borrell) va arribar fins i tot a ostentar la presidència del Parlament Europeu.

## La proposta de llistes transnacionals
En el debat polític europeu ha sortit la proposta de reservar un cert nombre d'escons del Parlament Europeu per a ser ocupats per diputats elegits en llistes transnacionals. La idea havia près força davant l'anunci del Brexit, ja que havien de quedar vacants els llocs dels diputats europeus britànics, però en una votació al Parlament Europeu a principis del 2018 la proposta va ser rebutjada.
De totes maneres, aquesta idea –que havia estat defensada fervorosament pel president francès Emmanuel Macron (això sí, amb l'oposició de diversos partits polítics francesos)– no és descartable que es torni a reactivar en un futur.